# Emma Asson

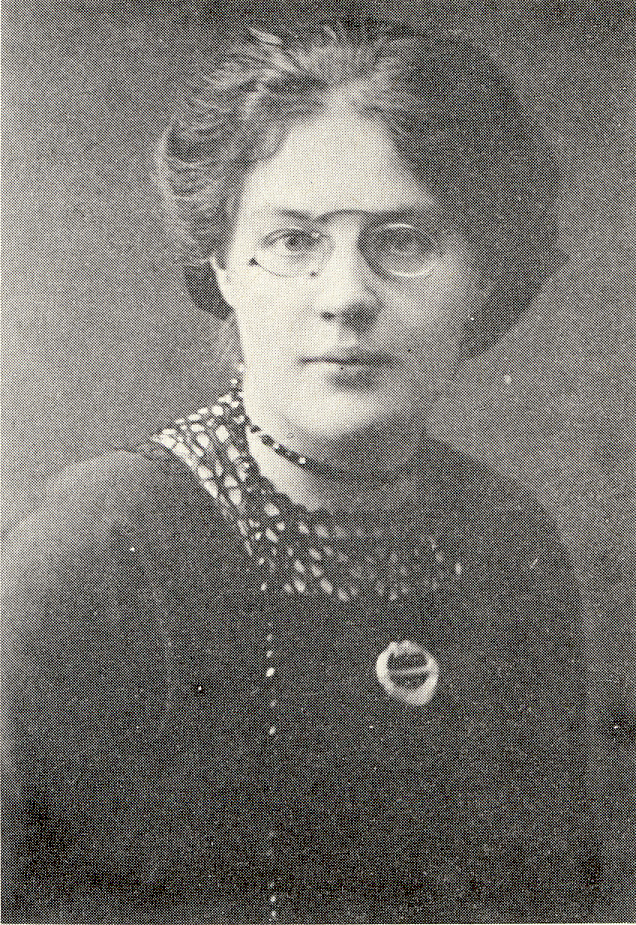
Emma Asson.

Emma Asson, född 1889, död 1965 i Tallinn, var en estländsk politiker (socialdemokrat). Hon tillhörde de första av sitt kön att väljas in i det estländska parlamentet, i det självständiga Estlands första parlament (1919). Hon deltog i skrivandet av det självständiga Estlands konstitution, särskilt inom områdena utbildning och jämställdhet. Hon skrev en skollärobok för flickskolor som blev den första läroboken på det estländska språket (1912).   

## Biografi
Asson var dotter till en lärare på landsbygden vid Võrumaa. Hon var elev vid Võrus flickskola 1899-1904, studerade 1904-1907 vid A. S. Pusjkins högskola för flickor i Tartu och tog examen i historievetenskap vid Bestuzjevkurserna i S:t Petersburg 1910. Hon var sedan aktiv som historielärare vid en högskola för flickor i Tartu. 
Emma Asson var även aktiv inom olika kvinnoorganisationer för sociala och utbildningsmässiga frågor. Hon valdes 1919 in i både Tallinns stadsfullmäktige och parlamentet för socialdemokraterna. Hon utarbetade ett förslag till en ny familjelagstiftning som efter omarbetning blev antagen. Hon satt 1919-21 i utbildningsministeriet. Hon var 1925-40 sekreterare i Estländska Kvinnors Förening och chef för utbildningsnämnden. Efter 1940 var hon återigen lärare. 
Hon var 1921-41 gift med politikern Ferdinand Petersen.